# Philipp Pircher
Philipp Pircher (* 26. Januar 1988 in Bozen, Südtirol) ist ein ehemaliger italienischer Eishockeyspieler, der 10 Jahre lang für WSV Sterzing Broncos in der Serie A und in der Serie B aktiv war.

## Karriere
Pircher begann seine Karriere als Eishockeyspieler in der Jugendabteilung des HC Pustertal. Er hat auch in der Jugendabteilungen des HC Gherdëina und des WSV Sterzing gespielt.
Den Sprung in eine erste Mannschaft schaffte er 2004 mit dem Zweitligisten HC Brixen, bei dem er zwei Jahre spielte. Pircher spielte auch sechs Spiele mit einer anderen Zweitliga-Mannschaft, dem HC Turin.
Im Sommer 2006 kehrte er nach Sterzing zurück, wo er 10 Jahre blieb, die letzten 4 Spielzeiten als Mannschaftskapitän. Im April 2016 beendete er seine Karriere.